# Pediasia hispanica
Pediasia hispanica é uma espécie de insetos lepidópteros, mais especificamente de traças, pertencente à família Crambidae.
A autoridade científica da espécie é Bleszynski, tendo sido descrita no ano de 1956.
Trata-se de uma espécie presente no território português.